# Xoc de terminació

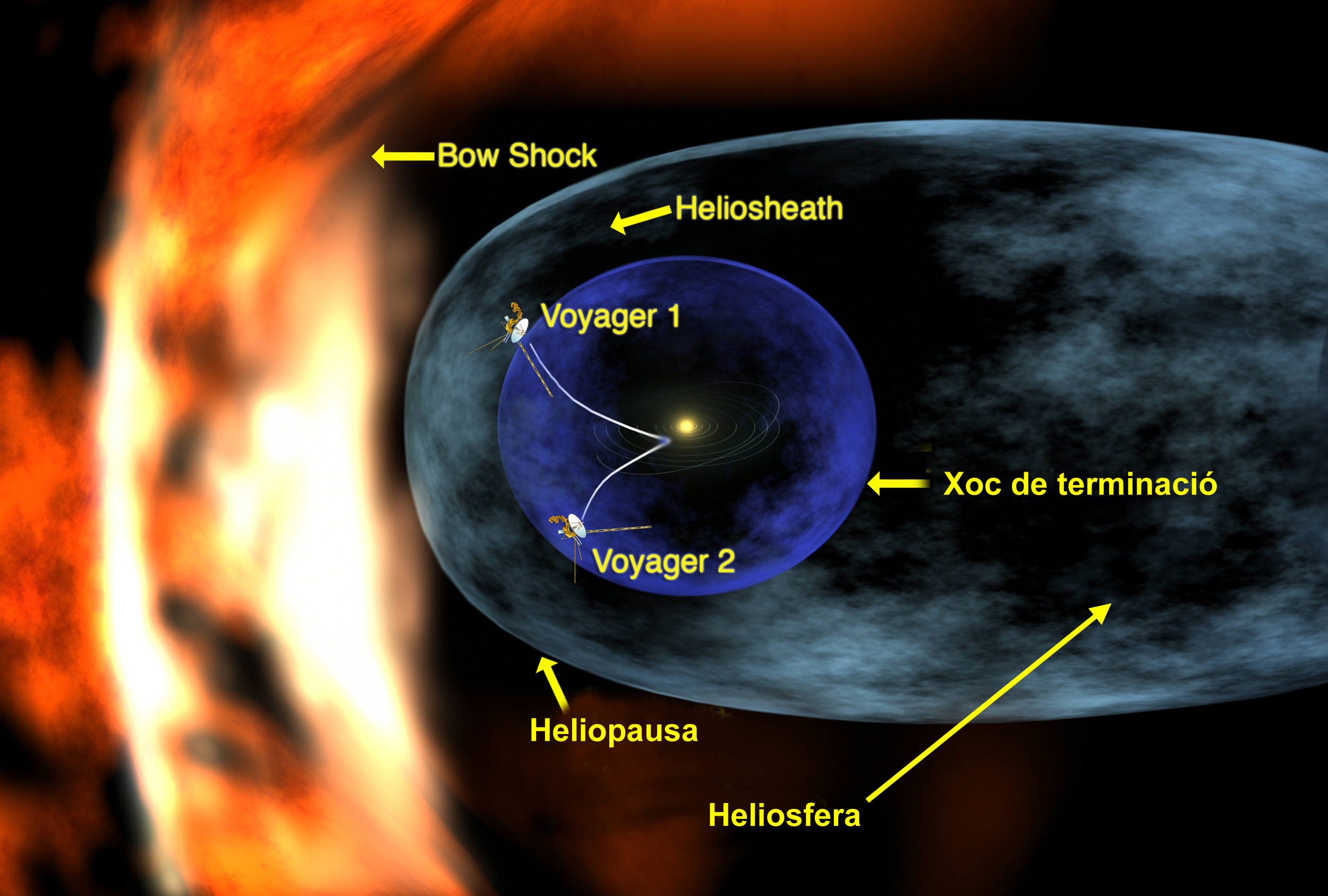
La situació de les Voyager 1 i 2 el 2005

En astrofísica, el xoc de terminació és el límit exterior de la influència del Sol. És el punt on la bombolla creada pel vent solar es desaccelera fins a una velocitat subsònica (amb respecte a l'estel) a causa de la interacció amb el medi interestel·lar. Això causat un escalfament per compressió i un canvi en el camp magnètic. Es creu que el xoc de terminació es troba a entre 75 i 90 ua del Sol. El front de xoc de terminació no es troba sempre a la mateixa distància del Sol a causa de les variacions en les erupcions solars.
El xoc té lloc perquè les partícules del vent solar viatgen a uns 400 km/s, mentre que la velocitat del so (a l'aire) és d'uns 0,33 km/s (la velocitat exacta depèn de la densitat, que varia considerablement). El medi interestel·lar, tot i que té una densitat molt baixa, té una pressió constant; la pressió del vent solar es redueix amb el quadrat de la distància de l'estel. A mesura que hom s'allunya de l'estrella, la pressió del medi interestel·lar esdevé suficient per desaccelerar el vent solar fins a velocitat subsòniques; això causa una ona de xoc.
Més enllà del xoc de terminació es troba l'heliopausa, on les partícules solars són frenades pel medi interestel·lar, i després el xoc en arc, el punt més enllà del qual les partícules del medi interestel·lar ja no són estimulades.
Hi ha evidència que la sonda espacial Voyager 1 ja ha passat el xoc de terminació a una distància d'unes 94 ua del Sol. En canvi, el Voyager 2 començà a detectar-ne indicis a només 76 ua del Sol. Això implica que l'heliosfera pot tenir una forma irregular, més inflada al pol nord solar i més aplanada al sud.
La missió Interstellar Boundary Explorer intentarà recollir més dades sobre el xoc de terminació del sistema solar.